# Sensor de ultrasonidos

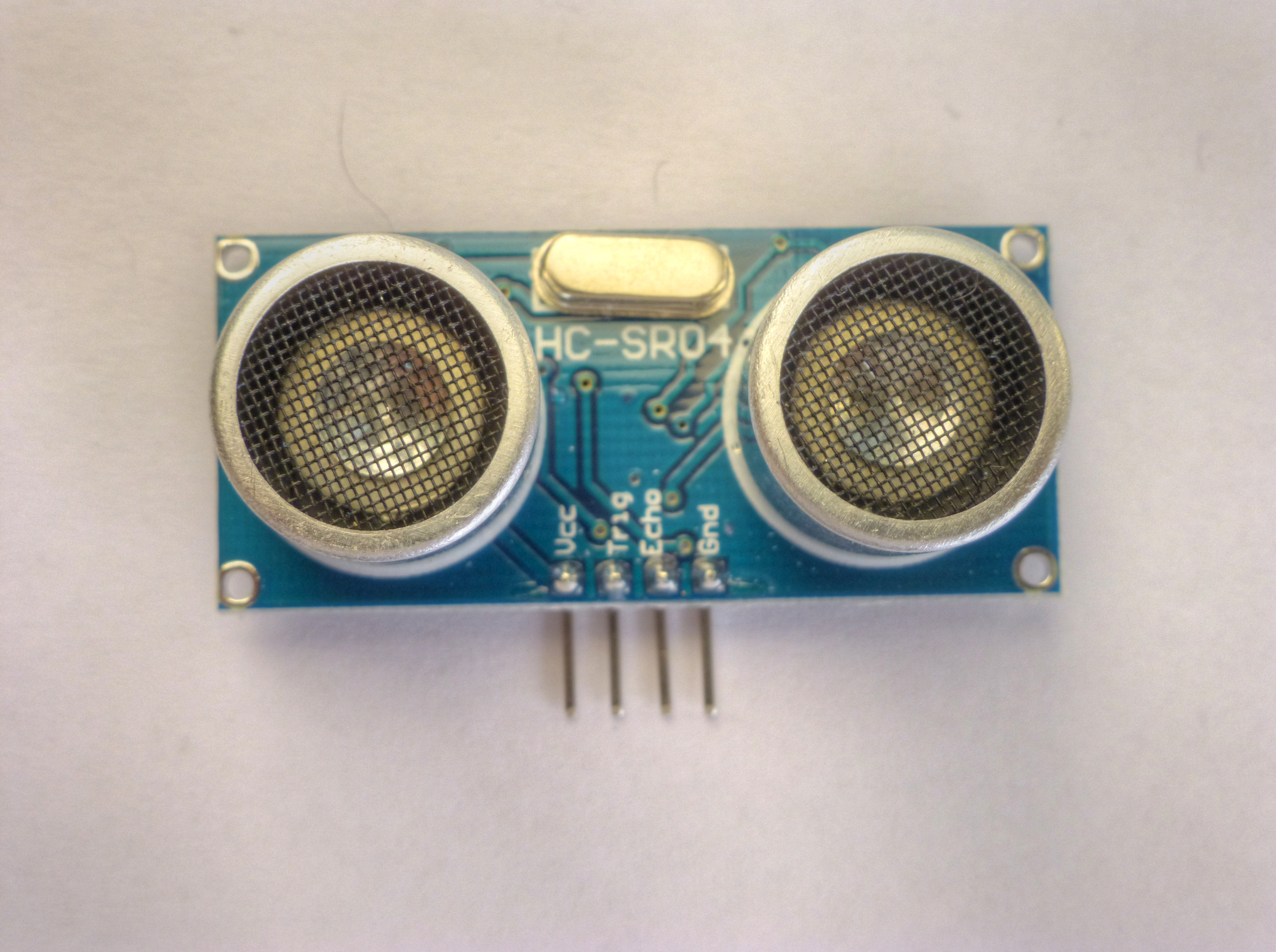
Sensor de ultrasonido.

Un detector de proximidad por ultrasonidos puede ser de tipo "todo o nada", o bien proporcional. Constan de un emisor y un receptor de sonido a altas frecuencias, y si un cuerpo se acerca hace rebotar el sonido hacia el receptor. También se puede poner el receptor de cara al emisor y que el cuerpo pase de por medio. Los sensores de ultrasonidos emiten y reciben mediante transductores señales de sonido a altas frecuencias, de 400 kHz . Cuando un objeto interrumpe las ondas de sonido, refleja la señal hacia el sensor y produce la conmutación. En la cara activa del sensor un disco cerámico piezoeléctrico se encarga de transmitir las ondas de sonido. Durante un tiempo se aplica un voltaje de alta frecuencia en el disco, lo que le hace vibrar a la misma frecuencia y emitir el sonido, por la vibración que transmite al aire .
Seguidamente el sensor deja de emitir durante un tiempo, esperando los pulsos reflejados. Cuando las ondas chocan con un objeto se produce un eco. Si el tiempo que pasa entre la emisión del pulso y la recepción del eco se encuentra dentro del rango por el que se ha ajustado el sensor, éste conmutará la salida indicando la presencia del objeto. Algunos sensores concretos también pueden evaluar el tiempo que tarda en devolver el sonido para saber a qué distancia se encuentra el objeto, entre 2.5 cm y 10 m según el modelo.

## Características

### Ventajas
- Detectan con seguridad objetos a grandes distancias, y sin contacto, lo que alarga su vida.
- Los objetos a detectar pueden ser sólidos, líquidos o en polvo.

- El material a detectar puede ser transparente.

- Es posible la detección selectiva de objetos a través de la zona de acometida.

- No requieren un ambiente limpio, algo que los fotoeléctricos sí.

- Posibilidad de aplicaciones al aire libre.

- Pueden trabajar a alta presión; hasta 500 bar.

### Inconvenientes
- El objeto a detectar debe estar de cara al sensor.

- Son lentos.

- Son más caros que los fotoeléctricos.

- Pueden tener interferencias si hay distintos sensores demasiado cerca.